# Miguel Abós Serena
Miguel Abós Serena (Zaragoza, 1889 - Septfonds, Francia, 1940) fue un destacado sindicalista y militante anarquista de la Confederación Nacional del Trabajo (CNT). Durante su trayectoria, participó activamente en luchas laborales y fue encarcelado en varias ocasiones por su compromiso con los derechos de los trabajadores y el movimiento libertario.

## Biografía
Miguel Abós Serena nació en 1889 en Zaragoza, Aragón, en el seno de una familia obrera que influyó en su temprana vinculación con el movimiento obrero y sindical. En febrero de 1916, ya había alcanzado el cargo de jefe del comité local de la CNT en Zaragoza, donde lideraba protestas y actividades en favor de los derechos laborales en una época de creciente conflictividad social.
En 1917, se trasladó a Barcelona y se integró al sector de la metalurgia, donde trabajó activamente en la huelga general de ese año, una de las huelgas más importantes del movimiento obrero en España. En 1918, representó a los caldereros de cobre en el Congreso de Sants, y en diciembre de 1919, fue delegado del Sindicato Único del ramo del metal en el segundo congreso confederal de la CNT en Madrid.

### Encarcelamientos y deportaciones
En 1920, Miguel Abós Serena fue arrestado en Barcelona en el marco de la creciente represión gubernamental contra los líderes sindicales de la CNT. Inicialmente encarcelado en el buque prisión «Giralda», fue posteriormente deportado al Castillo de La Mola en Mahón, una prisión destinada a confinar a destacados líderes anarquistas y sindicalistas. Allí compartió prisión con figuras emblemáticas como Lluís Companys, quien más tarde sería presidente de la Generalitat de Cataluña, y Salvador Seguí, una de las principales voces del anarcosindicalismo en Cataluña. La experiencia en prisión fortaleció su compromiso con la causa obrera y sindical.
Después de su liberación, Abós Serena continuó su actividad en la CNT. En 1931, fue designado como miembro de una comisión de la CNT que negoció con el ministro de Trabajo de la Segunda República para mejorar las condiciones laborales en el sector minero. En dicha comisión, Abós Serena abogó por la implementación de una jornada laboral de 7 horas y un aumento salarial, una medida progresista que reflejaba las demandas del movimiento obrero de la época. Su participación en estos diálogos le consolidó como un representante influyente en las políticas laborales de la CNT.
En 1933, Abós Serena fue nombrado secretario regional de la CNT en Aragón, La Rioja y Navarra, un puesto de responsabilidad que le convirtió en un organizador clave en una de las épocas más activas de la CNT. En 1935, en el contexto de las movilizaciones sociales y huelgas lideradas por la CNT en toda España, Abós Serena fue detenido nuevamente junto a los dirigentes Adolfo Arnal y Servet Martínez. Esta detención fue ejecutada por orden del entonces gobernador civil de Zaragoza, Francisco de Paula Duelo, quien buscaba frenar la creciente influencia de la CNT en la región. La detención de Abós Serena y sus compañeros fue parte de una campaña de represión que afectó a numerosos líderes sindicales en un periodo de tensiones políticas y sociales previas a la guerra civil española.

### Guerra civil española
Al estallar la guerra civil española en 1936, Miguel Abós Serena se encontraba en el cargo de secretario del Comité Regional de Aragón, La Rioja y Navarra de la CNT. Con la toma de Zaragoza por el bando franquista, Abós Serena fue arrestado por las fuerzas rebeldes, quienes intentaron convencerlo de colaborar en la reorganización sindical bajo el control franquista. Abós Serena rechazó la oferta, manteniéndose leal a los principios de la CNT y del movimiento anarcosindicalista, lo que le costó el encarcelamiento en condiciones duras.
Su papel durante este periodo fue objeto de controversia dentro de la propia CNT, ya que algunos de sus compañeros lo acusaron de una actitud vacilante que, a su juicio, contribuyó a la caída de Zaragoza en manos de las fuerzas franquistas. Sin embargo, pese a las críticas, Abós Serena logró escapar de la prisión gracias a la intervención de un coronel franquista y consiguió llegar a la zona republicana.
Una vez en territorio republicano, se dirigió primero a Farlete y luego a Bujaraloz, donde se unió a la Columna Durruti, una unidad anarcosindicalista organizada por la CNT y liderada por Buenaventura Durruti. Desde allí, fue trasladado a Alcañiz para continuar su labor organizativa en la retaguardia. Sin embargo, en enero de 1937, durante una asamblea de militantes en Valmuel, fue acusado de traición, posiblemente debido a las tensiones internas dentro de la CNT y la difícil situación militar de Aragón en aquellos momentos. Como resultado, fue internado en un campo de trabajo en Valmuel.
En julio de 1937, Abós Serena fue liberado y asumió funciones en un hogar para combatientes de la 127.ª Brigada Mixta en Bellver de Cinca, donde ayudó a proporcionar asistencia y apoyo logístico a las tropas republicanas. Permaneció en esta función hasta el final de la guerra en 1939, cuando la derrota republicana forzó su exilio.

### Exilio en Francia y muerte
Tras la victoria del bando franquista en 1939, Miguel Abós Serena, como muchos republicanos y militantes de la CNT, se vio obligado a exiliarse en Francia ante la represión y persecución de los vencedores. A su llegada, fue internado en varios campos de concentración que el gobierno francés había habilitado para acoger a los miles de refugiados españoles que huían de la guerra. Entre los campos en los que estuvo recluido destacan el Le Barcarès, situado en la región de los Pirineos Orientales, y el Campo de Judas en Septfonds, en el departamento de Tarn y Garona.
Las condiciones en estos campos eran extremadamente precarias; los prisioneros vivían hacinados, en tiendas o barracones sin suficiente abrigo, y carecían de servicios médicos adecuados, comida y agua potable. La salud de Abós Serena, que sufría de asma, se deterioró rápidamente debido a las malas condiciones sanitarias y la falta de atención médica adecuada. Como muchos otros exiliados, experimentó el abandono por parte de las autoridades francesas y la escasa ayuda internacional, lo que provocó un rápido empeoramiento de su estado físico.
Finalmente, el 28 de noviembre de 1940, falleció en el hospital del Campo de Judas en Septfonds, debilitado por las enfermedades respiratorias que había desarrollado y agravado por las condiciones extremas del exilio. Su muerte se debió a una crisis asmática que no pudo ser tratada en el campo, donde las carencias médicas y el trato hacia los refugiados españoles resultaron fatales para muchos. La historia de su vida y su trágico final simbolizan el sufrimiento de miles de republicanos españoles que, como él, padecieron las difíciles condiciones de los campos de internamiento en Francia tras la guerra civil.
Miguel Abós Serena está enterrado en el Cementerio de los Españoles de Septfonds (tumba número 78).